# Troupe Producciones
“AETL Publicidad, comunicaciones y Producción” es una organización dedicada a gestionar proyectos artísticos, principalmente en el área musical y teatral además del Marketing y comunicaciones . Se formó en el 2003 con el nombre de "Teatro Hecho". La actriz Alejandra Espinosa es quien se encuentra tras este proyecto que tiene alianza con algunas salas de teatro de Cencosud en Chile.

## Historia
Durante el 2003, con el objetivo de hacer teatro en forma independiente, se creó la organización "Teatro Hecho", que luego se llamó "Jeteatro", posteriormente "Producciones Teatrales" y hoy se llama "AETL".
La empresa nació con la idea de generar, crear y desarrollar diversos proyectos artísticos principalmente realizando aquellos que se encuentran relacionados con el teatro y la música. 
La empresa AETL, desde su fundación, tiene como objetivo principal acercar la cultura a las personas. A su vez, busca fomentar el patrimonio cultural de Chile e integrar las actividades artísticas a la cotidianidad de la sociedad.
Dentro de la organización existen diferentes departamentos que desarrollan las diferentes actividades culturales. Entre ellas:
Departamento de Producciones Teatrales:
AETL tiene dependencias de teatro SalaTeatro en el Portal La Dehesa,  donde se presentan funciones teatrales tanto para niños como para adultos. Las obras teatrales infantiles que se han presentado son; 'El Mago de Oz', 'Tarzán', 'El Gato con Botas', 'Peter Pan', 'Blancanieves', Hansel y Gretel', entre otros. Además, hay sesiones de cuentacuentos que busca entregar mensajes valóricos a los pequeños.
Departamento de Producciones Musicales:
AETL ha incursionado en el ámbito de los conciertos masivos, iniciando su experiencia en el 2010 con el concierto "Mágico El Recital" con el músico Joe Vasconcellos y con el grupo musical chileno, Los Tr3s.
Academia Troupe:
Además, Troupe Producciones realiza talleres artísticos donde busca dar oportunidad a jóvenes y adultos en el desarrollo de habilidades y talentos.
Las clases las imparten profesores de distintas áreas de las artes escénicas, con programas y métodos establecidos entregando herramientas para el desarrollo de actuación, canto y danza.
Servicios de coaching:
Es un proceso de entrenamiento personalizado que pretende ser un puente entre lo que uno es hoy y lo que pretende ser a futuro. Se basa en técnicas combinadas que hacen crear un autoconocimiento.
La primera obra que se montó en el 2003 fue "Entrenos", obra realizada por la productora. En 2005, se realiza el montaje de la obra argentina "Acaloradas". En noviembre de ese año, el clásico infantil "El soldadito de plomo". Un año más tarde, se estrena "Te amo y te odio... por completo". Meses después, nace "Happy Hour", obra estrenada en la segunda mitad del 2006 y reestrenada en junio de este año. En el año 2007, se estrena "Hasta que tu madre nos separe", la segunda parte de "Te amo y te odio...". En 2009, se estrena "¿Quién le teme a la cama?". Obra que también tuvo un reestreno en mayo de 2012. En enero de 2010 se estrena el musical "Tarzán". En septiembre de 2011, en el marco de las fiestas patrias, se monta "La Pérgola de las Flores". En mayo de 2012, se monta el infantil "El Gato con Botas", en junio del mismo año, el famoso musical "El Mago de Oz."
Además, AETL Producciones tiene a su cargo de la organización del Festival de Teatro al Aire Libre "Florida es Teatro". Evento realizado año tras año en el mes de enero en el Mall Florida Center, gratuito para los asistentes.
Hoy en día, AETL, sigue trabajando tanto en el desarrollo de teatro infantil como en obras para adultos.
AETL comunicaciones y Publicidad es el área  dedicada al marketing y producción  de eventos corporativos. Su gran alianza estratégica con los medios hace de AETL una carta confiable para las marcas que quieren darse a conocer o a las ya consolidadas que quieren comunicar a su público.

## Obras
| Obra                          | Año       |
| ----------------------------- | --------- |
| Entre Nos                     | 2003      |
| Acaloradas                    | 2005      |
| El Soldadito de Plomo         | 2005      |
| Te Amo y Te Odio Por Completo | 2006      |
| Happy Hour                    | 2006      |
| Hasta que tu madre nos separe | 2007      |
| ¿Quién le teme a la cama?     | 2009/2010 |
| Tarzán                        | 2010      |
| La Pérgola de las Flores      | -         |
| El Gato con Botas             | -         |
| El Mago de Oz                 | -         |